# Longloze salamanders
Longloze salamanders (Plethodontidae) zijn een familie van salamanders (Caudata).
Het is met ongeveer 463 soorten in 29 geslachten de grootste familie van salamanders.
Longloze salamanders komen vooral voor in Noord- en Zuid-Amerika, maar er zijn ook delen van Europa waar verschillende soorten voorkomen en een enkele populatie is alleen uit uiterst oostelijk Azië bekend. Alle soorten zijn bewoners van vochtige omgevingen omdat longen ontbreken en de huid als ademhalingsorgaan dient met als gevolg dat de huid altijd vochtig moet blijven.
De meeste soorten blijven klein en bereiken een totale lichaamslengte van ongeveer tien centimeter. De grootste soorten worden, inclusief staart, ongeveer 20 cm. De salamanders leven van kleine dieren die ze meestal 's nachts opsporen. De eitjes worden vaak op het land afgezet, de larven ontwikkelen zich soms volledig op het land, maar ook wel in het water.

## Naamgeving
De groep werd voor het eerst wetenschappelijk beschreven door John Edward Gray in 1850. De wetenschappelijke naam Plethodontidae is afgeleid van de geslachtsnaam Plethodon, een van de bekendste geslachten van de groep.
De Nederlandstalige naam 'longloze salamanders' slaat op het volledig ontbreken van longen. Alle soorten ademen door hun huid en weefsels in de mondholte.

## Verspreiding en habitat

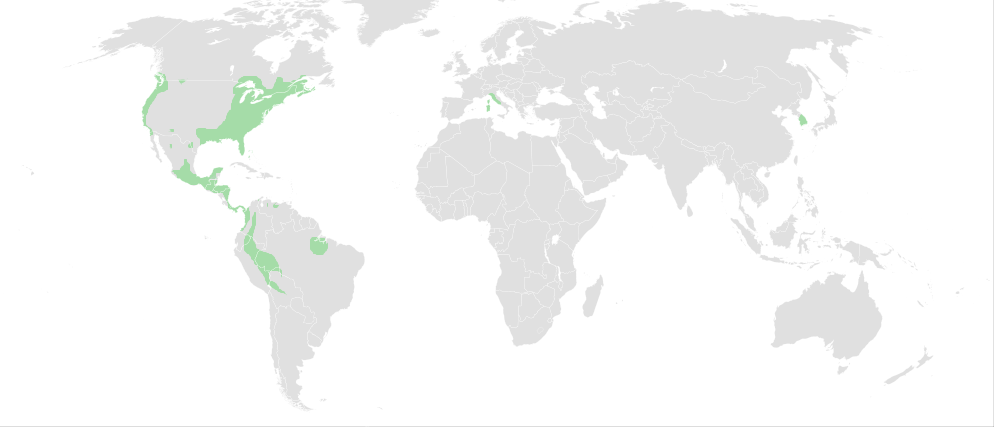
Wereldwijde verspreiding in het groen.

De longloze salamanders hebben een opmerkelijk versnipperd verspreidingsgebied. Het grootste deel van het areaal bevindt zich in Noord-Amerika, van uiterst zuidelijk Canada en zowel de oost- als de westkust van de Verenigde Staten. Veel soorten zijn voornamelijk in de Appalachen te vinden. In het midden van het land komen enkele geïsoleerde soorten voor in de buurt van de grens met Mexico. In Mexico loopt het verspreidingsgebied van de salamanders door via geheel Midden-Amerika tot in Zuid-Amerika. Hier komen de soorten vooral voor in het noordwestelijke deel, tot zuidelijk in Bolivia. Een ander deel van het Zuid-Amerikaanse areaal bevindt zich langs de oostkust van noordelijk Brazilië, in de Amazonedelta. Ten slotte zijn er geïsoleerde delen in Venezuela waar de longloze salamanders voorkomen.
Een tweede deel van het verspreidingsgebied bevindt zich in Europa, de westkust van noordelijk Italië en het eiland Sardinië. De zeven Europese soorten die hier voorkomen behoren alle tot het geslacht Speleomantes. De Ambrosis grottensalamander (Hydromantes ambrosii) is verder geïntroduceerd in Frankrijk in de Pyreneeën nabij de Spaanse grens.
In Azië ten slotte is slechts een enkele populatie van longloze salamanders bekend in delen van zuidwestelijk Zuid-Korea. Het betreft hier de soort Karsenia koreana, die pas in 2005 werd ontdekt. De salamander is voor zover bekend de enige bekende soort uit Azië. Van de verschillende groepen of soorten is niet precies bekend hoe ze zich geografisch hebben losgemaakt van de overige longloze salamanders.
De wijze van respiratie vereist een constant vochtige omgeving en hierdoor zijn alle soorten zeer gevoelig voor uitdroging. Alle longloze salamanders komen dan ook voor in permanent vochtige gebieden, zoals vochtige bossen, nevelwouden, moerassen en vochtige graslanden. Veel soorten komen alleen voor in een deel van het bos in een zogenaamd microhabitat. Sommige soorten zijn typische mosbewoners, andere leven onder rottend hout. De klimmende salamanders uit het geslacht Aneides zijn in tegenstelling tot alle andere salamanders echte boombewoners. Ze hebben hiertoe vergrote en vierkante vergrotingen aan de tenen die ze meer grip bieden bij het klimmen.

## Uiterlijke kenmerken

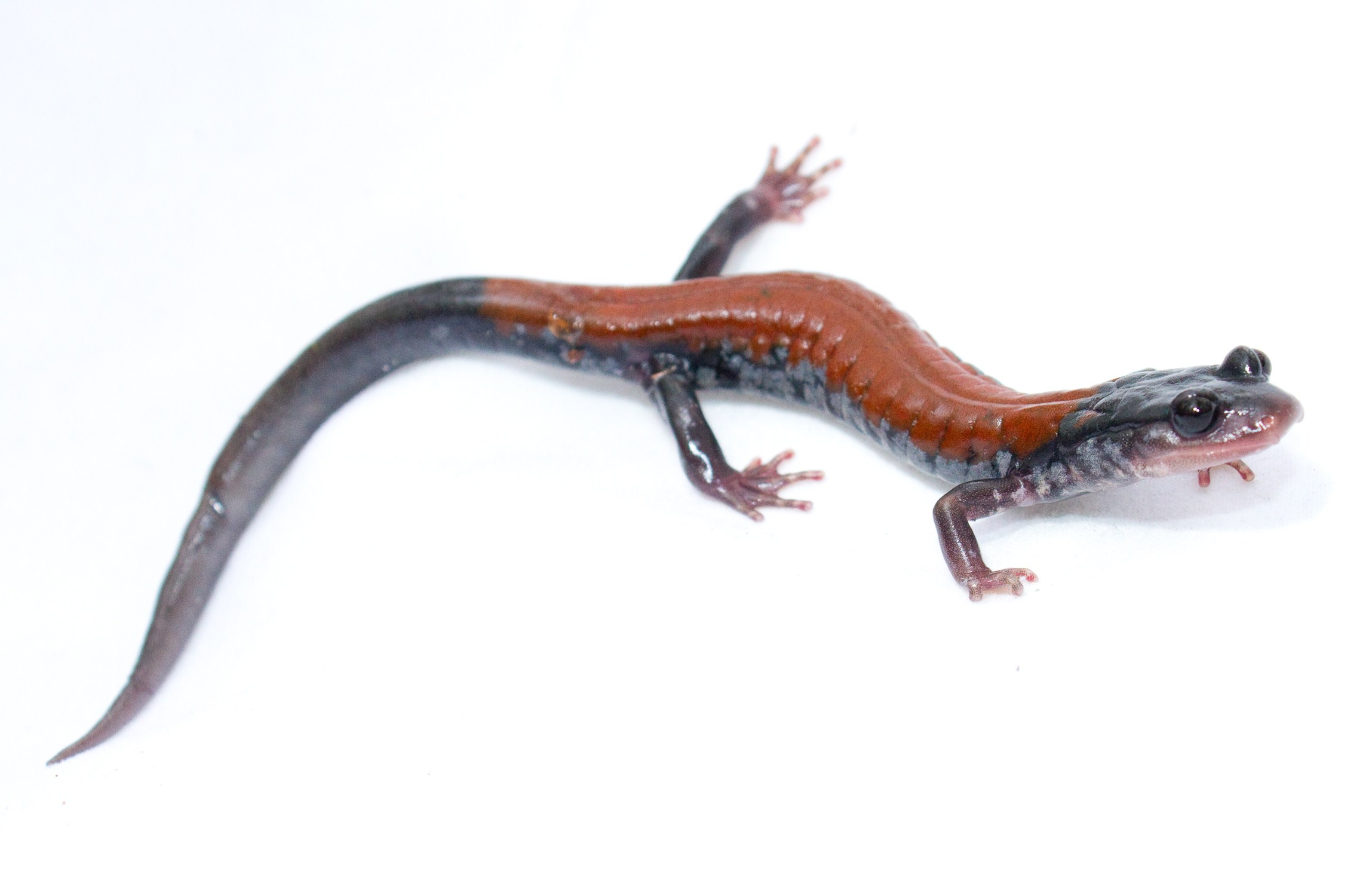
Plethodon yonahlossee heeft een typisch salamanderachtig lichaam en bonte kleuren.

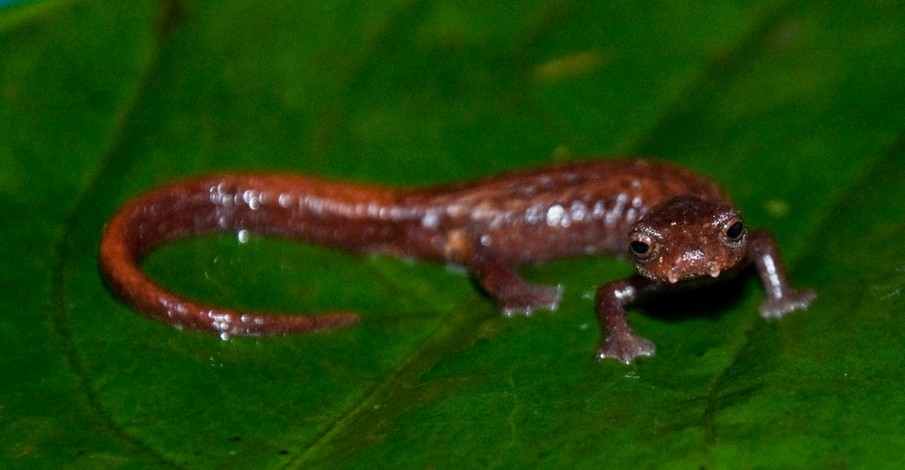
Kop van Bolitoglossa pandi, met duidelijk zichtbare cirrae (witte delen) aan de onderzijde van de bovenlip.

Longloze salamanders blijven meestal klein, de meest soorten bereiken een totale lichaamslengte van ongeveer 10 centimeter inclusief de staart. De allerkleinste soorten worden niet meer dan vier centimeter lang, grotere soorten kunnen tot ongeveer 21 centimeter lang worden.
De staart kan ongeveer net zo lang zijn als de totale kopromp-lengte maar kan ook tot twee keer zo lang zijn. De staart kan worden afgeworpen wat ook bij andere salamanders voorkomt. Als een vijand de staart grijpt kan de salamander soms ontsnappen, dit wordt wel caudale autotomie genoemd. Veel longloze salamanders hebben zelfs een insnoering welke als vast breukvlak dient.
De lichaamskleur is meestal onopvallend, zoals groen en bruin en vaak komen vlekjes en strepen voor die dienen om de lichaamsvorm te camoufleren. Een aantal soorten heeft echter felle kleuren, zoals de rode salamander (Pseudotriton ruber). Deze heeft een knalrode kleur met zwarte vlekken aan de rug en gele ogen. Euricea longicauda heeft een gele kleur met zwarte vlekken en Plethodon jordani heeft een blauwige kleur met helder rode vlekken aan weerszijden van de kop die hierdoor zeer opvallend zijn.
De longloze salamanders hebben een aantal kenmerken die meestal niet bij andere salamanders voorkomen, met als belangrijkste verschil het ontbreken van longen bij alle soorten. Bij enkele soorten zijn nog wel de resten van longen te vinden, zoals bij de viertenige salamander (Hemidactylium scutatum) en de bruine beeksalamander (Desmognathus fuscus).
Andere amfibieën zoals kikkers hebben vrijwel altijd longen en ook de meeste andere salamanders zijn in het bezit van goed ontwikkelde longen. Sommige salamanders die tot andere groepen behoren hebben gereduceerde longen of zijn eveneens longloos, dit wordt beschouwd als een vorm van convergente evolutie. Omdat dit meestal bergbewoners zijn, vermoeden wetenschappers dat de voorouders van de longloze salamanders ook uit bergbewonende soorten zijn voortgekomen. De longloze salamanders voorzien het lichaam van zuurstof middels de huid en de slijmvliezen in de mondholte. Soorten die in grotten leven, zoals de blinde salamander van Texas (Eurycea rathbuni), behouden de veervormige kieuwen die ze als larven ontwikkelen. Deze salamander leeft vaak in zuurstofarm water en de kieuwen zijn nuttig als extra ademorgaan.
De longloze salamanders hebben daarnaast enkele aanpassingen een de schedel. Het aantal botten van de schedel is gereduceerd in vergelijking met andere salamanders. Bij veel soorten is de onderkaak gefixeerd aan het lichaam en de onderkaak is hierdoor onbeweeglijk. De bovenkaak inclusief de rest van de kop moet bij dergelijke soorten omhoog gebracht worden om de bek te openen.
Alle soorten hebben aan de boven-voorzijde van de kop een groef van de neusgaten tot de rand van de bovenlip. Deze groef is soms voorzien van knobbels en valt daardoor op, maar kan ook heel klein zijn zodat deze alleen met een loep kan worden waargenomen. Deze groef heeft een zintuiglijke functie en wordt wel de nasiolabiale groef genoemd. Deze groef is voorzien van klieren die bij mannetjes opvallender zijn dan bij vrouwtjes. De klieren kunnen aan de snuitpunt sterk vergroot zijn en een opvallend 'slurfje' vormen, dat onder de bek hangt. Deze gepaarde structuren worden de cirrae genoemd, de enkelvoudsvorm is cirrus. De cirrae doen enigszins denken aan de baarddraden van vissen en sommige schildpadden. Ze spelen ook een rol bij de voortplanting.

## Voortplanting en ontwikkeling

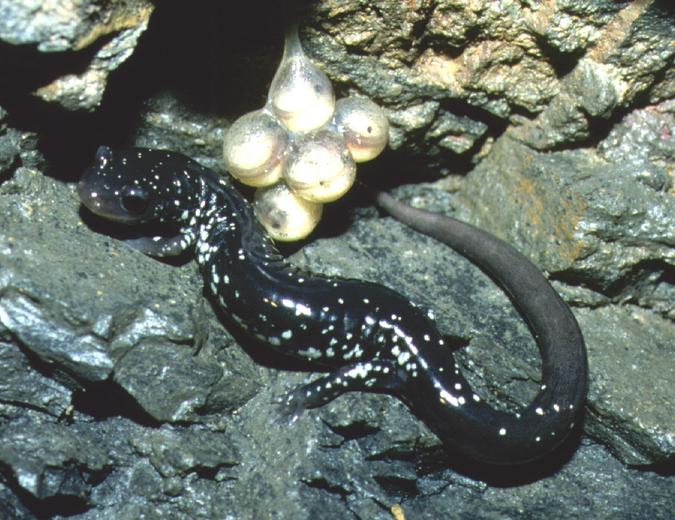
Plethodon albagula, met trosvormig legsel.

De salamanders kennen een balts en paring vergelijkbaar met andere salamanders. De geurklieren van de mannetjes scheiden stoffen uit die een vrouwtje moeten verleiden.
Longloze salamanders worden beschouwd als een meer geavanceerde groep van salamanders. Dit komt ook terug in de ontwikkeling van de larven, die zich soms volledig op het land ontwikkelen. Een voorbeeld zijn de bossalamanders uit het geslacht Plethodon, die de eieren in trosjes onder stenen afzetten. De embryo's ontwikkelen zich hier tot subadulten, dus ook de metamorfose vindt in het ei plaats. Er worden wel kieuwen ontwikkeld maar deze blijven achter in het ei als de kleine salamander dit verlaat. Er zijn enkele uitzonderingen; sommige longloze salamanders zijn nog wel sterk van water afhankelijk voor de ontwikkeling. Dergelijke soorten worden daarom als de meer primitieve vertegenwoordigers gezien.
Een voorbeeld is de soort Desmognathus marmoratus. Deze zet de eieren af in het water en de larven kunnen soms pas na drie jaar transformeren naar een jonge salamander. Ook tussenvormen komen voor, zoals de bruine beeksalamander (Desmognathus fuscus). Deze zet haar eitjes af onder stenen in de omgeving van water. De larven brengen enkele weken op het land door en gaan voor het laatste stadium van hun ontwikkeling pas het water in.

## Taxonomie en indeling
Longloze salamanders vormen de grootste groep van salamanders. Alle andere salamanderfamilies bij elkaar tellen zelfs nog niet de helft van de soorten uit deze familie.
Vroeger werden de longloze salamanders verdeeld in vier verschillende onderfamilies; Bolitoglossinae, Hemidactyliinae, Plethodontinae en Spelerpinae. De Bolitoglossinae en de Spelerpinae worden echter niet langer erkend. Tegenwoordig worden alle geslachten verdeeld in twee onderfamilies; de Hemidactyliinae en de Plethodontinae. Vroeger werd ook een onderfamilie Desmognathinae erkend, maar deze naam wordt beschouwd als verouderd. Onderstaand zijn de onderfamilies en de verschillende geslachten weergegeven, met enkele voorbeeldsoorten.

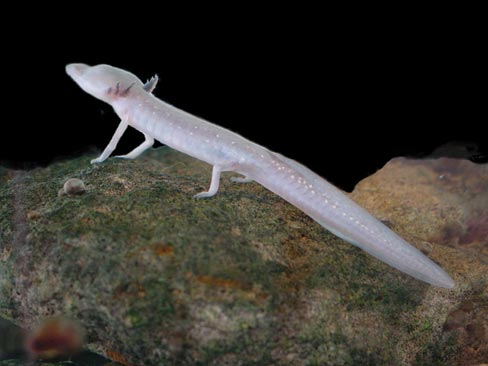
De blinde salamander van Texas (Eurycea rathbuni) is een gespecialiseerde grotbewoner (onderwateropname).

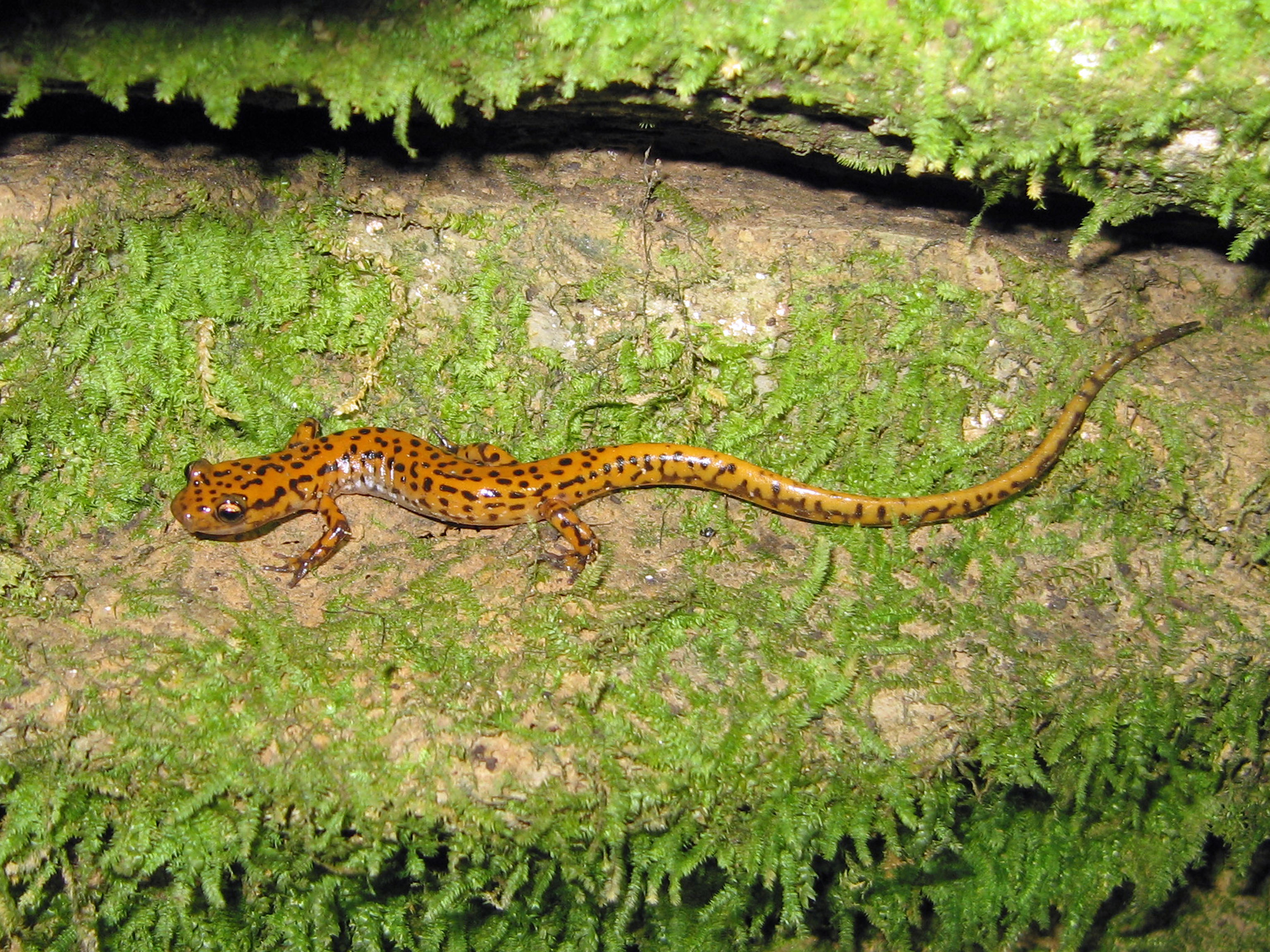
Eurycea lucifuga komt voor op kalksteen in delen van de Verenigde Staten.

Familie: Plethodontidae
- Onderfamilie Hemidactyliinae
  - Geslacht Aquiloeurycea
  - Geslacht Batrachoseps
  - Geslacht Bolitoglossa
  - Geslacht Bradytriton
  - Geslacht Chiropterotriton
  - Geslacht Cryptotriton
  - Geslacht Dendrotriton
  - Geslacht Eurycea
  - Geslacht Gyrinophilus
  - Geslacht Hemidactylium
  - Geslacht Isthmura
  - Geslacht Ixalotriton
  - Geslacht Nototriton
  - Geslacht Nyctanolis
  - Geslacht Oedipina
  - Geslacht Parvimolge
  - Geslacht Pseudoeurycea
  - Geslacht Pseudotriton
  - Geslacht Stereochilus
  - Geslacht Thorius
  - Geslacht Urspelerpes
- Onderfamilie Plethodontinae
  - Geslacht Aneides
  - Geslacht Desmognathus
  - Geslacht Ensatina
  - Geslacht Hydromantes
  - Geslacht Karsenia
  - Geslacht Phaeognathus
  - Geslacht Plethodon
  - Geslacht Speleomantes